# Фердинанд (принц Брауншвейгский)
Фердинанд Брауншвейгский (нем. Ferdinand von Braunschweig; 12 января 1721, Вольфенбюттель — 3 июля 1792, Брауншвейг) — принц Брауншвейг-Вольфенбюттельский, прусский генерал-фельдмаршал, командующий объединённой армией союзников Пруссии в Семилетней войне, шурин короля Фридриха II.

## Биография
Четвёртый сын Фердинанда Альбрехта II Брауншвейгского.
В 1740 году поступает полковником в прусскую службу.
Участник Войны за австрийское наследство: сумел отличиться и обратить на себя внимание Фридриха II в битвах при Мольвице 10 апреля 1741 года и Хотузице 17 мая 1742 года, позднее при Гогенфридберге 4 июня 1745 года и при Сооре 30 сентября 1745 года. Производится в генерал-майоры пехоты, затем, в 1750 году, в генерал-лейтенанты. В 1752 году становится губернатором крепости Пайц в Лаузице, в 1755 году переводится на такую же должность в Магдебург.
При нападении на Саксонию в сентябре 1756 года, начавшем Семилетнюю войну в Европе, возглавил одну из трёх колонн прусского войска, шедшую на Лейпциг. Взяв Лейпциг, направляется 13 сентября в Богемию, где, в битве при Лобозице, командует прусским правым крылом. Отличился в сражении под Прагой 6 мая 1757 года, позднее возглавил осаду города. В битве при Росбахе он снова командует правым крылом прусского войска.
В результате отказа английского короля Георга II признать Цевенскую конвенцию и смещения с поста главнокомандующего, подписавшего её, герцога Кумберлендского, становится командующим союзных Пруссии войск, сражавшихся против французов и Имперской армии.
Невзирая на то, что его армия всегда численно уступала противнику, смог нанести французам и имперцам целый ряд чувствительных поражений, в частности, при Крефельде 23 июня 1758 года, при Миндене 1 августа 1759 года, при Фелингхаузене 16 июля 1761 года, при Вильгельмстале 24 июня 1762 года. Несмотря на то, что и сам он был разбит в сражении у Бергена 13 апреля 1759 года, а также, не смог предотвратить оккупации французами Гессена в 1760 году, в целом, он успешно справился с задачей сдерживания французской армии, на основных театрах Семилетней войны в Европе французы не играли никакой роли.
Впрочем, некоторые историки придерживаются мнения, что успех Союзной армии — заслуга не принца, а его секретаря «из простых» Кристиана Вестфалена, дедушки Женни фон Вестфален, жены Карла Маркса, выполнявшего при принце обязанности начальника штаба. Такого взгляда придерживается, в частности, Олаф Грёлер, указывающий на непостоянство, отличавшее будто бы принца и как человека, и как военачальника. В прошлом, по всей вероятности, такое мнение являлось очень распространённым, неслучайно известный в России автор, Иоганн Вильгельм фон Архенгольц, сам участник Семилетней войны, посвящает 15 страниц своего опубликованного в 1792 году под названием «Цветочек на могилу принца Брауншвейгского» некролога его опровержению. Аргументация Архенгольца, не отрицающего заслуг Вестфалена, вкратце такова: как бы ни была хороша диспозиция сражения на бумаге, её необходимо осуществить в жизни, управляясь с тысячами людей и тысячами превратностей и случайностей войны, а эта задача не по плечу никакому секретарю, как бы он ни был учён, но лишь военачальнику, обладающему характером, умеющему пользоваться властью и способному воодушевить своих людей.
После войны, произведённый в фельдмаршалы, принц Брауншвейгский возвращается к своей должности магдебургского коменданта, которую и исправлял до выхода в отставку в 1766 году. Позднее проживает в Брауншвейге или во дворце Вехельде неподалёку от Пайне, который приобрёл в 1767 году.
Имел славу мецената, водил дружбу с людьми искусства.

### Масонство
Фердинанда Брауншвейгского посвятили в 1740 году в масонскую ложу под руководством его брата Фридриха II. Для герцогства Брауншвейгского с 1770 года он становится английским провинциальным великим мастером, и через год встаёт во главе Устава строгого соблюдения. На конвенте в Коло, в 1772 году, он становится великим мастером всех шотландских лож. Он созвал Вильгельмбадский масонский конвент, который проходил с 16 июля по 1 сентябре 1782 года, где было принято решение о прекращении развития Устава строгого соблюдения.
Он также стал в 1783 году, как и Карл Гессен-Кассельский, членом общества иллюминатов, а в 1786 году получил звание генерал-обермейстера азиатских братьев.